# Golpe de Estado en Cuba de 1952
El 10 de marzo de 1952, se produjo un Golpe de Estado en Cuba, encabezado por Fulgencio Batista. Ese día, el ejército cubano guiado por el expresidente, mayor general en retiro, y senador Fulgencio Batista, suspende las elecciones que se realizarían el 1 de junio de ese año, llevando a cabo un golpe de Estado, e instaurando en el país una dictadura militar que terminó en las primeras horas del 1 de enero de 1959 con la renuncia de Batista, y el triunfo de la Revolución cubana.

## Antecedentes
Las posibilidades reales de Fulgencio Batista (fundador y candidato presidencial del Partido Acción Unitaria) para las elecciones a realizarse el 1 de junio de 1952 eran muy reducidas, pues Roberto Agramonte, el candidato del Partido del Pueblo Cubano (Ortodoxo) se presentaba como principal candidato al triunfo, después del suicidio de Eduardo Chibas en 1951.
A raíz de esto, se llevó a cabo una campaña política que, junto con la confabulación militar, creó en la población un clima agitado, el cual estaba destinado a demostrar la incapacidad del gobierno de Carlos Prío Socarrás para mantener el orden, la paz pública, y los derechos de propiedad y libre empresa. Durante el gobierno de Prío había aumentado la violencia callejera de las pandillas (ej. UIR, ARG, MSR) en La Habana, con asesinatos que quedaban impunes, y un aumento de la corrupción gubernamental. Un notorio asesinato ocurrió en febrero de 1952 en La Habana, el de Alejo Cossío del Pino, ministro de Gobernación en 1947, durante el gobierno de Ramón Grau San Martín.
Un grupo de jóvenes oficiales en activo (ej. capitanes Jorge García Tuñón, Luis Robaina Piedra, Dámaso Sogo) con algunos políticos descontentos conspiraban para derrocar al presidente Prío desde el año 1951, y veían a Batista como la figura ideal para el movimiento. Según los planes iniciales, el presidente Prío sería sustituido por su vicepresidente Guillermo Alonso Pujol, aunque Batista tendría el control político y militar en la nueva situación. Batista desde 1951 inició su propia conspiración con antiguos oficiales militares leales a él y pasados a retiro en 1944 y 1945 por el presidente Ramón Grau San Martín por temor. Ambos grupos de conspiradores se unieron dirigidos por el senador Batista en el golpe de Estado de 1952.

## El golpe de Estado

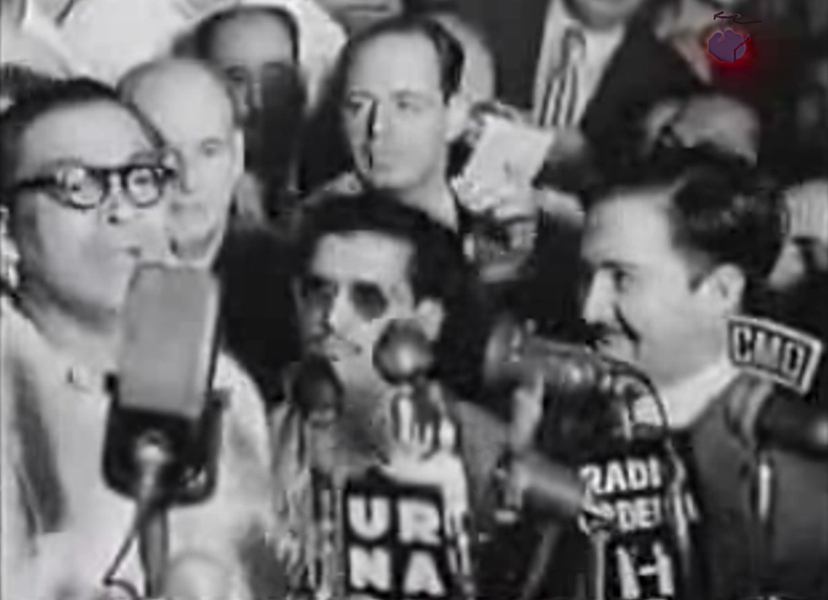
Rueda de prensa en La Habana tras el golpe.

El golpe de Estado contra el presidente Carlos Prío Socarrás se fraguó en secreto desde 1951 entre Batista, militares en activo en el Campamento Militar de Columbia en La Habana (principal del país), oficiales militares en retiro (ej. general de brigada Francisco Tabernilla Dolz y su hijo el primer teniente Francisco Tabernilla Palmero, capitán Martín Díaz Tamayo, capitán Pilar García, capitán Roberto Fernández Miranda y otros), y algunos políticos. El 10 de marzo de 1952, alrededor de las 2:43 a. m., 6 autos con los conspiradores entraron en Columbia. Los dos primeros venían desde la finca Kuquine de Batista, en las afueras de La Habana. En el primer auto iba Batista con el capitán Luis Robaina al timón, el excapitán Martín Díaz Tamayo, exteniente Francisco Tabernilla Palmero, y el excapitán Roberto Fernández Miranda, cuñado de Batista, y en el segundo auto iban los capitanes en activo Pedro García Tuñón (su hermano Jorge estaba en Columbia) y Víctor Dueñas, y el teniente en activo Pedro Barreras, después seguían 4 autos con conspiradores, incluidos 2 autos de la policía al mando del teniente en activo de la policía Rafael Salas Cañizares, miembro de la conspiración. En cada auto de estos iba un policía al timón, un oficial retirado (ej. Pilar García, Manuel Larrubia, Hernando Hernández, etc) y uno o dos soldados. Todos los autos entraron por la posta 4 de Columbia, sin resistencia, porque el capitán Dámaso Sogo era el Oficial de Día y autorizó la entrada de la caravana, además Pedro García Tuñón y Barreras bajaron de su auto y dijeron al soldado de guardia que permitiera la entrada. Estaba planeada la entrada por la posta 6, pero Batista para evitar una posible celada decidió a último momento entrar por la posta 4. La tropa de Columbia y los regimientos militares de otras provincias se sublevaron y se unieron al «cuartelazo» pacífico, sin resistencia del gobierno de Carlos Prío, que se asiló en la embajada de México en La Habana junto con Aureliano Sánchez Arango y otros, y el día 13 de marzo viajó a México, y una semana después a Estados Unidos. Durante el golpe de Estado el general retirado Francisco Tabernilla Dolz asumió la jefatura de las tropas en la Fortaleza de La Cabaña en La Habana, sin resistencia; había sido jefe de ese regimiento hasta 1944, y el excoronel José Rodríguez Calderón ocupó la jefatura de la Marina de Guerra en el Castillo de la Punta, en la capital. Hubo 3 muertos durante el golpe de Estado: un teniente de policía y un vigilante del grupo golpista que atacaron sin autorización el Palacio Presidencial y un guardia que custodiaba el palacio; hubo 9 heridos, uno grave. El presidente Prío abandonó el palacio, y cuando llegaron allí tanques de los golpistas la guarnición palaciega se rindió. Los altos jefes militares que dormían en el campamento de Columbia en la madrugada del 10 de marzo, incluido el mayor general Ruperto Cabrera, jefe del Ejército cubano, fueron arrestados sin oponer resistencia y pasados a retiro con una pensión. El teniente de la policía Rafael Salas Cañizares tomó el mando de la Policía Nacional. Batista, al estar en el poder, nombró a los militares de su confianza en altos mandos militares promoviéndolos de rango. El gobierno que surgía garantizó una mayor seguridad pública y el pueblo cubano no opuso resistencia inmediata al golpe de Estado.

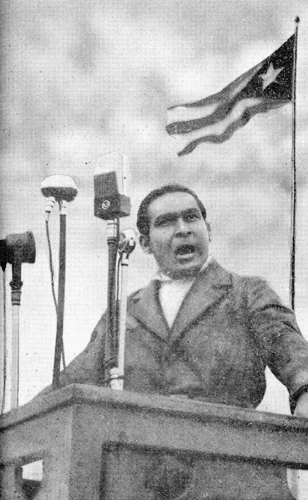
Fulgencio Batista.

Fulgencio Batista aumentó el salario de las fuerzas armadas y de la policía, y se asignó un salario anual igual al del presidente de Estados Unidos, suspendió la Constitución de 1940 vigente, el Congreso, y entregó el poder legislativo a un Consejo Consultivo creado por él, integrado por 80 miembros, entre los que estaban personas prestigiosas de la sociedad cubana. Implantó unos Estatutos Constitucionales (sustituyó a la Constitución) el 4 de abril de 1952, designó un Consejo de Ministros, suprimió el derecho de huelga, restableció la pena de muerte (prohibida por la Constitución de 1940), y suspendió las garantías constitucionales.
Batista convocó a elecciones en 1954, se postuló como presidente por el Partido de Acción Progresista, y ganó la elección presidencial sin ningún candidato de la oposición, que no se presentaron o retiraron su candidatura (Ramón Grau San Martín) alegando fraude electoral. El 28 de enero de 1955 tomó posesión un nuevo Congreso, y el 24 de febrero Batista tomó posesión como presidente, restableció la Constitución de 1940, y promulgó una ley de Amnistía en mayo de 1955, que le otorgó amnistía a los presos del fallido asalto al Cuartel Moncada en 1953, los cuales posteriormente fundarían el Movimiento 26 de Julio.

## Reacción
Algunos políticos, congresistas, gobernadores y alcaldes, y los militares (excepto la plana mayor) se sumaron de inmediato a las filas de los golpistas. También los sindicatos obreros apoyaron a Batista, y el pueblo en general tuvo una actitud pacífica inmediata ante el suceso. Otros buscaron la solución por la vía electoral. La Federación Estudiantil Universitaria fue la más activa fuerza opositora al cuartelazo. Los jóvenes universitarios pidieron armas a Prío para rechazar a los golpistas. Este prometió enviárselas, pero jamás llegaron a manos de estos, que estaban dispuestos a defender la Constitución de la República. El 27 de marzo de 1952, Estados Unidos reconoció oficialmente al régimen de Batista. Como subrayó el embajador estadounidense en La Habana:
las declaraciones del general Batista respecto al capital privado fueron excelentes. Fueron muy bien recibidas y yo sabía sin duda posible que el mundo de los negocios formaba parte de los más entusiastas partidarios del nuevo régimen.
 Los partidos políticos en su mayoría se opusieron al golpe de Estado, en primer lugar el Partido Auténtico, y parte de la clase rica cubana también, y apoyó las acciones para derrocar a Batista. El 3 de noviembre de 1958, Batista convocó a elecciones generales, y no se postuló a presidente sabiendo el rechazo popular a su persona. Fue una elección presidencial fraudulenta que ganó el candidato batistiano Andrés Rivero Agüero, que debía asumir la presidencia el 24 de febrero de 1959, pero no ejerció por el triunfo de la Revolución Cubana.

## Reacción a mano armada
El golpe de Estado afectó a la mayoría del pueblo, y el descontento popular fue creciendo con el tiempo. En abril de 1953 el gobierno frustró una conspiración armada (Conspiración del Domingo de Resurrección) contra Batista dirigida por Rafael García Bárcena, que fue apresado junto con otros complotados, incluidos militares en activo. El 26 de julio de 1953 un grupo de revolucionarios dirigidos por Fidel Castro atacó el Cuartel Moncada y el cuartel de Bayamo, con el resultado de 19 soldados y 61 asaltantes muertos. En diciembre de 1956 surgió un movimiento guerrillero organizado por Fidel Castro, su hermano Raúl Castro y el Che Guevara en la Sierra Maestra, y se desarrolló un movimiento de lucha armada urbana clandestina contra Batista, que incluyó algunos actos terroristas (ej. bombas en cines, secuestros de aviones civiles). El 13 de marzo de 1957 se produjo el ataque al Palacio Presidencial donde residía Batista, por jóvenes del Partido Auténtico y del Directorio Revolucionario 13 de marzo para matarlo, pero la acción fracasó.
Otros actos violentos en contra del gobierno de Batista ocurrieron y conspiraciones militares, como la Conspiración de los Puros, ataque al Cuartel Goicuría, sublevación de la base naval de Cayo Loco en Cienfuegos (1957), expedición del yate Corynthia, conspiración de militares del ejército batistiano llamada Conspiración de los Borrachos (noviembre de 1958), que incluyó a los mayores generales Martín Díaz Tamayo y Arístides Sosa de Quesada, fracasaron.  La lucha de guerrilla encabezada por Fidel Castro, la traición a Batista de algunos de sus generales, la desmoralización del ejército batistiano, y la retirada del apoyo del gobierno estadounidense a Batista en marzo de 1958, permitió el triunfo de la Revolución cubana y la caída de la dictadura el 1 de enero de 1959.